# U-Bahnhof Municipio
Der Bahnhof Municipio („Rathaus“) ist ein unterirdischer Bahnhof der U-Bahn Neapel. Er befindet sich auf der Linie 1 unter dem gleichnamigen Platz (piazza Municipio), nach dem er benannt wurde, und ist gleichzeitig Endstation der Linie 6.
Der Bahnhof gehört zu den sogenannten Stazioni dell’arte („Kunstbahnhöfen“), also zu einer Gruppe von besonders prächtig ausgestatteten Bahnhöfen.

## Geschichte
Der Bahnhof Municipio wurde am 2. Juni 2015 in Betrieb genommen.
Am 16. Juli 2024 wurde auch die Linie 6 in Betrieb genommen. 

## Anbindung
| Linie   | Verlauf |
| ------- | --- |
| Linie 1 | Piscinola – Chiaiano – Frullone – Colli Aminei – Policlinico – Rione Alto – Montedonzelli – Medaglie d’Oro – Vanvitelli – Quattro Giornate – Salvator Rosa – Materdei – Museo – Dante – Toledo – Municipio – Università – Duomo – Garibaldi |
| Linie 6 | Municipio – Chiaia – San Pasquale – Arco Mirelli – Mergellina – Lala – Augusto – Mostra |